# Katherine Kerr
Ne doit pas être confondu avec Katharine Kerr.
Pour les articles homonymes, voir Kerr.
Katherine Kerr, née le 20 avril 1937 à Indianapolis et morte le 1er juillet 2019 à Sarasota, était une écrivaine et actrice américaine.

## Biographie
Elle est née à Indianapolis, elle débute au théâtre à Broadway. Comme écrivaine elle a gagné le prix Pulitzer pour son livre Pas de place pour quelqu'un d'autre[réf. nécessaire]. Elle débute au cinéma en 1973 dans Terreur dans la nuit réalisé par Charles Gordone. Elle habite à New York.

## Filmographie
- 1981 : Tattoo
- 1982 : Lovesick
- 1982 : Le Mystère Silkwood
- 1983 : Reuben, Reuben
- 1986 : Les Coulisses du pouvoir
- 1986 : Les Enfants du silence
- 1987 : 3 heures, l'heure du crime
- 1987 : Suspect dangereux
- 1998 : Et plus si affinités
- 1998 : Les Imposteurs
- 1998 : Couvre-feu : Procureure Générale des États-Unis